# 三甲基碘硅烷
三甲基碘硅烷，又称三甲基碘化硅或 TMSI，是一种有机硅化合物，化学式为(CH3)3SiI。它在室温下是一种无色挥发性液体。

## 制备
三甲基碘硅烷可以由六甲基乙硅烷和碘单质反应而成。 它也可以由六甲基二硅氧烷和三碘化铝的反应生成：
TMS-TMS + I2 → 2 TMSI (TMS = (CH3)3Si)
3 TMS-O-TMS + 2 AlI3 → 6 TMSI + Al2O3

## 应用
三甲基碘硅烷可以给醇类（ROH）引入三甲基硅基：
R-OH + TMSI → R-OTMS + HI
由于所得的硅醚比原料（醇）的挥发性更大，因此这种类型的反应对于气相色谱分析可能有用。  但是，对于制备本体三甲基硅烷基卤的材料，由于三甲基氯硅烷的成本较低，因此是优选的。
TMSI会和醚（ROR′）反应，形成碘代烃和三甲基硅基醚（ROSiMe3），其水解可以生成醇。
三甲基碘硅烷可以用来移除叔丁氧羰基，并适用于其他脱保护方法不可行的情况下。